# Крем-фреш

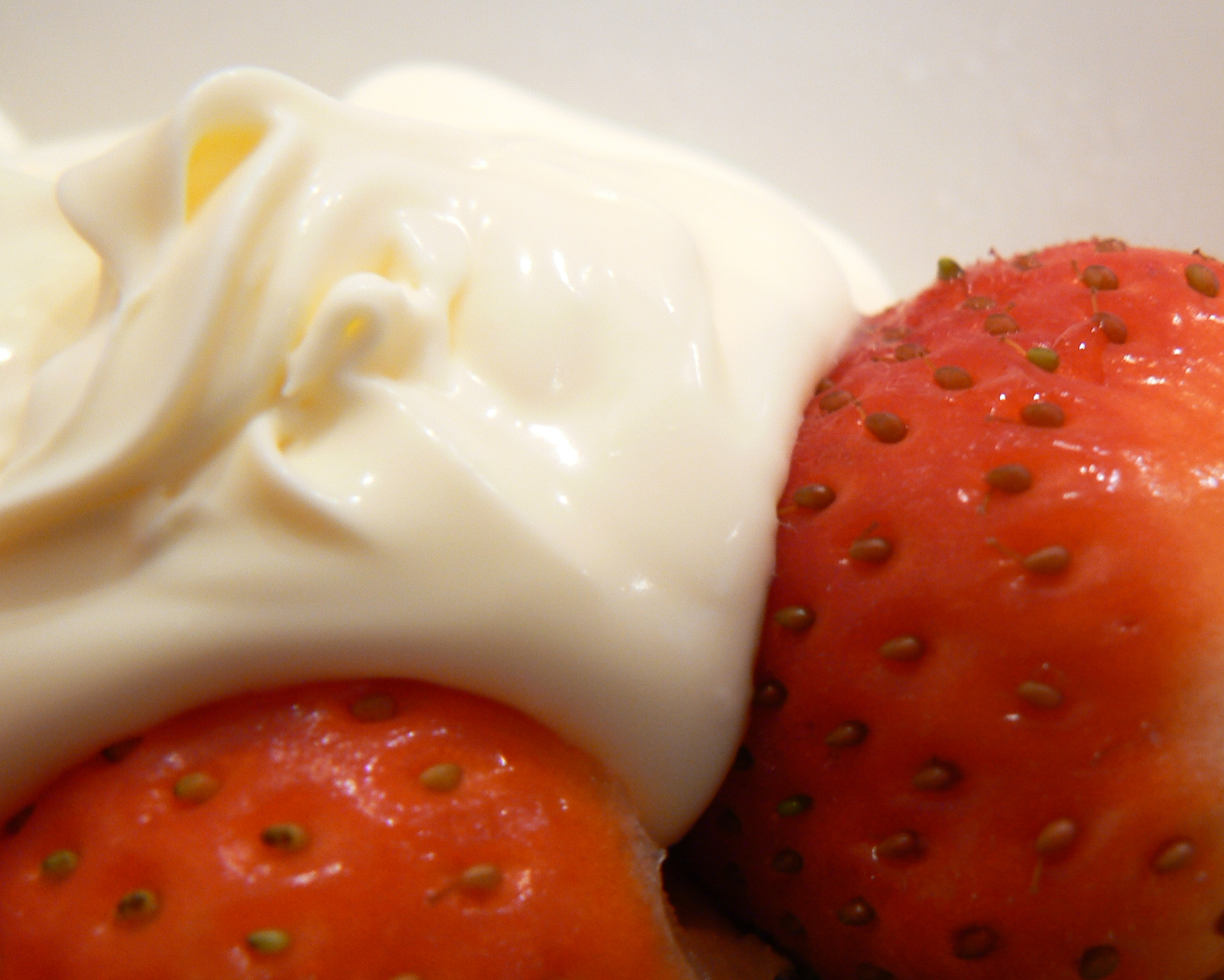
Полуниця та крем-фреш

Крем-фреш (фр. crème fraîche; фр. вимова: [kʁɛm fʁɛʃ]) — кисломолочний продукт, який містить 10–45 % молочного жиру та має pH близько 4.5. Виробляється шляхом заквашування (ферментування) вершків за допомогою бактеріальної культури. Європейські регуляторні правила забороняють використання інших інгредієнтів, окрім як вершків та бактеріальної культури.
Назва «crème fraîche» французька, але схожі сквашені вершки можна знайти у багатьох країнах Північної Європи.

## Термінологія
У франкомовних країнах крем-фрешом називають як густий ферментований продукт (фр. crème fraîche épaisse або фр. fermentée), так і рідкі вершки (фр. crème fraîche liquide або фр. fleurette). В цих країнах до крем-фрешу без уточнення відносять рідкі вершки, а густу форму зазвичай називають фр. crème épaisse. В інших країнах, проте, до крем-фрешу без уточнення зазвичай відносять густий ферментований продукт.

## Виробництво
Крем-фреш виготовляється з вершків, до котрих додається стартова бактеріальна культура, з наступною стадією заквашування при регульованій температурі до загустіння. Стартова бактеріальна культура складається з різних бактерій, таких як Lactococcus видів L. cremoris, L. lactis, та L. lactis biovar diacetylactis. Це те що надає той особливий смак, який відрізняється від смаку інших схожих кисломолочних продуктів, як, наприклад сметана.
В багатьох країнах Європи, вміст жиру в крем-фреші регулюється і не може містити нічого окрім вершків та стартової культури. В Північній Америці та Великої Британії продається крем-фреш з позначкою «нежирний» (фр. low-fat crème fraîche), котрий містить близько 15 % молочного жиру з додаванням стабілізаторів, як то ксантанова камедь або кукурудзяний крохмаль. Але такий крем-фреш менш стійкий до нагрівання.

## Історія

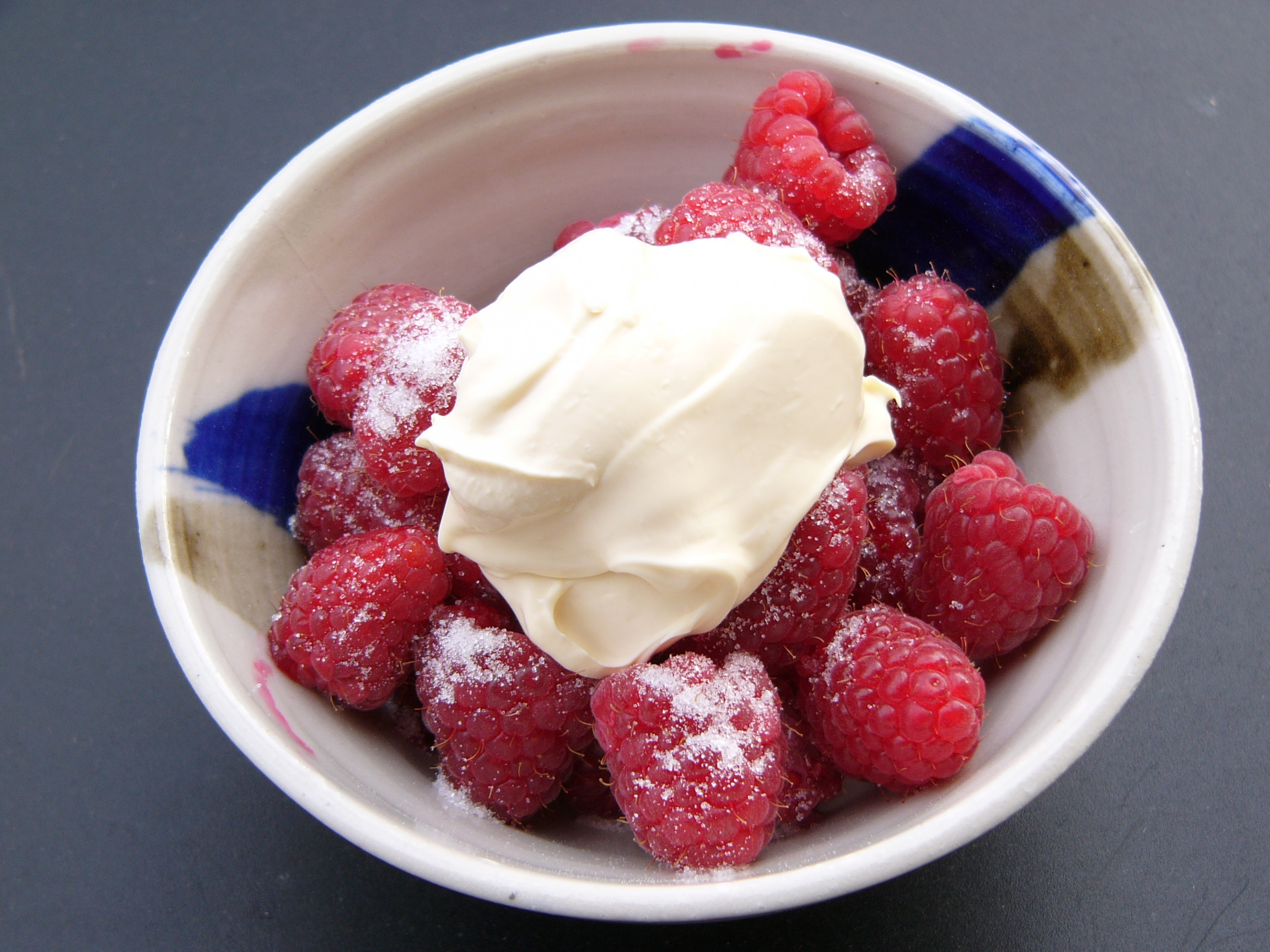
Малина з крем-фреш та цукром

Крем-фреш з Нормандії найвідоміший, особливо високо цінується з визначеної території навколо міста Ізіньї-сюр-Мер в Кальвадос департаменту Нормандії. Цей крем-фреш отримав у 1986 році сертифікат походження фр. appellation d'origine contrôlée (AOC). Крем-фреш також виробляється у багатьох регіонах Франції, велика кількість походить з головних молочних регіонів Бретані, Пуату-Шарант, Лотарингії та Шампань-Арденни.

## Використання
Крем-фреш однаково використовується у французькій кухні і в гарячому, і в холодному вигляді. Часто застосовують в кінцевій стадії приготування гарячих пікантних соусів, при жирності 30 % згортання не є проблемою. Також, як базовий продукт для багатьох десертів та десертних соусів.

## Схожі продукти
Сметана зі Східної Європи є дуже схожим кисломолочним продуктом.

## Джерело
1. ↑  Meunier-Goddik, L. (2004). Sour Cream and Creme Fraiche. Handbook of Food and Beverage Fermentation Technology. CRC Press. doi:10.1201/9780203913550.ch8. ISBN 978-0-8247-4780-0.
2. ↑  McGee, p. 49
3. ↑  Goddik, p. 179-6
4. ↑  Wingerd, S. (2011).
5. ↑  Weight Watchers Creme Fraiche. Архів оригіналу за 27 жовтня 2014. Процитовано 27 жовтня 2014.
6. ↑  La crème AOC Isigny, 'Saveurs du Monde', http://www.saveursdumonde.net/articles/3399/%5Bнедоступне+посилання+з+квітня+2019%5D